# Ogólnopolski Konkurs Pieśni Pasyjnej
Ogólnopolski Konkurs Pieśni Pasyjnej – konkurs organizowany co dwa lata przez Oddział Bydgoszcz Związku Chórów Kościelnych Caecilianum.
Celem konkursu jest popularyzacja polskiej i zagranicznej twórczości chóralnej, nawiązującej do tradycji muzycznych wielkiego postu.
W konkursie biorą udział chóry amatorskie i zespoły wokalne w jednej z dwu kategorii: chórów kościelnych lub chórów świeckich

## Historia
- I konkurs: 5 kwietnia 2003
- II konkurs: 12 marca 2005
- III konkurs: 24 marca 2007
- IV konkurs: 28 marca 2009
- V konkurs: 8–9 kwietnia 2011
- VI konkurs: 15–16 marca 2013
- VII konkurs: 20–21 marca 2015
- VIII konkurs: 31 marca–1 kwietnia 2017

## Laureaci Grand Prix

### kategoria chórów kościelnych
- I konkurs: Chór Kameralny Kościoła Ewangelicko-Reformowanego w Warszawie
- II konkurs: Zespół Wokalny „ALTERNO” przy katedrze polowej Wojska Polskiego w Warszawie
- III konkurs: Chór Katedralny Carmen

### kategoria chórów świeckich
- I konkurs: Chór Akademii Medycznej w Białymstoku
- II konkurs: Chór Kameralny Musica Viva Uniwersytetu Ekonomicznego w Poznaniu
- III konkurs: Poznański Chór Kameralny „Arte Domino"
- VI konkurs: Chór Nadzieja